# Kosovare Asllani
Kosovare Asllani (n. 29 iulie 1989, Kristianstad, Kristianstads län⁠(d), Suedia) este o fotbalistă suedeză, medaliată olimpică. A participat la 3 ediții ale Jocurilor Olimpice (2012, 2016, 2020) în care a câștigat două medalii de argint.